# Wat Saket
Chùa Núi Vàng hay Wat Saket (wắt xặ kệt:), tên đầy đủ là Wat Saket Ratchaworamahawihan (tiếng Thái: วัดสระเกศราชวรมหาวิหาร, phiên âm: wắt xặ kệt: rat:^ c'hắ wo: rắ mắ hả: wí hản: ) là một ngôi chùa ở quận Pom Prap Sattru Phai, thành phố Bangkok của Thái Lan.

## Lịch sử
Ngay chân núi Vàng là Wat Saket, mở cửa đón du khách suốt ngày. Đây là công trình xây cất suốt thời kỳ Ayuthaya và khởi đầu là tên gọi Wat Saket. Gần đến lúc từ Lào trở về vào năm 1782,đại tướng Chakri mang theo viên Lục Ngọc Bảo Đức Phật,đã dừng quân tại đây và tắm đúng theo nghi lễ trang trọng,trước khi tiến hành xuất quân trở lại Thonburi và được tôn ngôi làm Hoàng đế Rama I. Sau đó tên của đền thờ được đổi là Saket, mang ý nghĩa cao quý "gội mái tóc". Đền thờ này được kết hợp với biến chuyển lịch sử ghê rợn, đã một lần những thường dân được hỏa táng nơi này.
Có một thứ bệnh dịch hoành hành suốt triều đại Hoàng đế Rama II đã giết chết 30.000 người, những xác chết được đưa ra khỏi thành phố ngang qua Pratu Pii mệnh danh là "cổng ma quỷ" và để lại nơi này. Tức thì những chim kên kên tụ tập ăn xác chết bay lượn đen bầu trời. Quang cảnh bệnh dịch tái phát suốt những năm 1873, 1881, 1891 và 1900, mỗi kỳ có bệnh dịch đã giết chết chừng 10.000 người.

## Vị trí

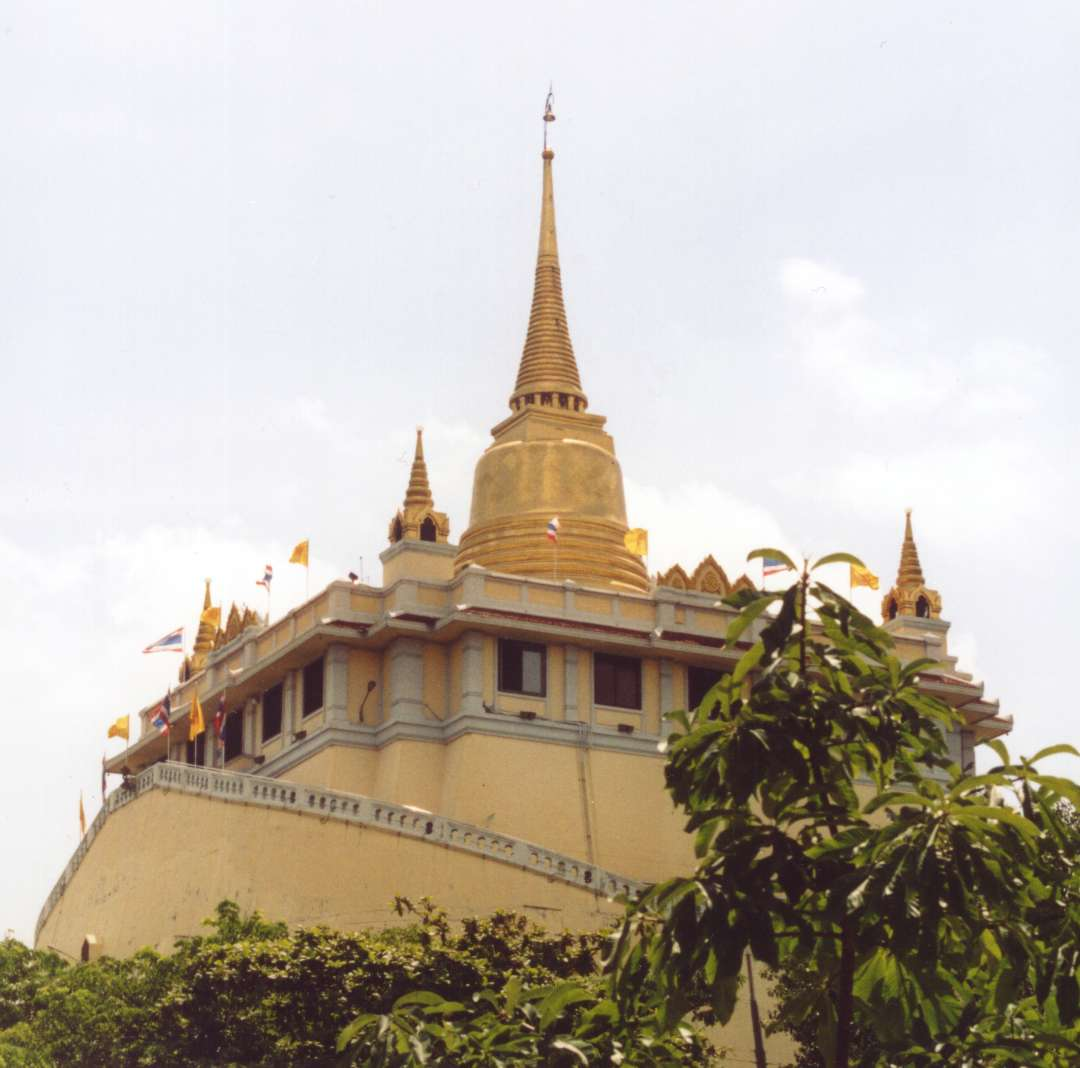
Chedi mạ vàng trên Núi Vàng - Wat Saket

Chùa nằm giữa giao lộ Ratchadamnoen Klang và Boripihat. Đền tham quan miễn phí từ 9 giờ sáng đến 17 giờ chiều. Nếu leo núi tham quan Chedi Vàng, du khách phải trả 5 baht.

## Đỉnh vàng của Wat Saket
Được xây trên một ngọn đồi nhân tạo, Wat Saket là một trong những điểm thu hút du khách bậc nhất Bangkok. Đây còn là nơi hành hương suốt một tuần lễ vào tháng 11 trong giai đoạn tín đồ đến chiêm bái. Để lên đến đỉnh cần leo lên 300 bậc thềm vòng quanh như con rắn uốn lượn. Lối đi được lát tốt và việc đi lên khá dễ dàng nếu bạn không đi vào giữa trưa hoặc những tháng nóng của mùa hè.
Trước khi leo lên, bạn sẽ thấy một nghĩa trang đầy cây và dây leo mọc um tùm. Lý do có lẽ là vào cuối thế kỉ 18, Wat Saket là trung tâm hỏa táng của thủ đô và chôn cất hơn 60,000 nạn nhân của các dịch bệnh. Khi đến đỉnh đồi, bạn sẽ được chào đón bằng một bức tường chuông và cái nhìn về lịch sử Bangkok.

## Lễ hội ở Chùa Núi Vàng
Hàng năm, Wat Saket tổ chức một lễ hội lớn vào dịp Loy Krathong, thường vào tháng 11 theo sau lễ cúng xá lợi Phật. Vào dịp này, đỉnh tháp được phủ một tấm vải đỏ và một buổi lễ rước đèn (nến) đánh dấu cho sự bắt đầu của buổi lễ vui vẻ kéo dài một tuần.

Đây là dịp hiếm có để trải nghiệm một lễ hội quy mô lớn. Những chiếc lồng đèn đầy màu sắc, cờ hoa rực rỡ, trò chơi hội vui nhộn như đem đến ý nghĩa thật sự của cuộc sống. Đám đông những tín đồ, gia đình và người đi chơi hội đặc kín sân chùa từ đầu buổi tối đến tận đêm khuya trong suốt tuần. Đôi lúc chẳng còn khoảng trống để đi bộ. Nếu bạn đi sau hoàng hôn, dòng người đi đến Chùa Núi Vàng có thể kèo dài tới khách sạn Rattanakosin. Vậy nên hãy đi càng sớm càng tốt.